# 特里陶
特里陶是德国石勒苏益格－荷尔斯泰因州的一个市镇。总面积28.59平方公里，总人口7832人，其中男性3759人，女性4073人（2011年12月31日），人口密度274人/平方公里。